# Папчине
Па́пчине — село в Україні, у Кролевецькій міській громаді Конотопського району Сумської області. Населення становить 12 осіб. До 2020 орган місцевого самоврядування — Бистрицька сільська рада.

## Населення

### Мова
Розподіл населення за рідною мовою за даними перепису 2001 року:
| Мова       | Кількість | Відсоток |
| ---------- | --------- | -------- |
| українська | 11        | 91.67%   |
| російська  | 1         | 8.33%    |
| Усього     | 12        | 100%     |

## Географія
Село Папчине знаходиться на правому березі річки Реть, вище за течією на відстані 0,5 км розташоване село Марухи, нижче за течією на відстані 1,5 км розташоване село Ретик, на протилежному березі - село Бистрик. До села примикає великий лісовий масив (сосна). Поруч проходить автомобільна дорога М02E101.

## Історія
12 червня 2020 року, відповідно до розпорядження Кабінету Міністрів України № 723-р «Про визначення адміністративних центрів та затвердження територій територіальних громад Сумської області», село увійшло до складу Кролевецької міської громади.
19 липня 2020 року, в результаті адміністративно-територіальної реформи та ліквідації Кролевецького району, увійшло до складу новоутвореного Конотопського району.
5 червня 2025 року Постановою Верховної Ради України № 4483-ІХ «Про перейменування окремих населених пунктів, назви яких містять символіку російської імперської політики або не відповідають стандартам державної мови» село Папкине перейменовано на Папчине. 18 червня 2025 року перейменування набуло чинності.

## Символіка
На гербі зображений дуб під яким кабан шукає жолудців для своєї малечі. Кабан є посиланням на назву і символізує папу (тата). Зелене тло і дуб на гербі символізують великі лісові масиви поблизу села.